# Tete
Tete er hovedbyen i provinsen Tete i Mozambique. Den har en befolkning på 104.832 indbyggere (1997). Den ligger ved Zambezi-floden og er stedet til en af de fem broer, som krydser den. Byen var et vigtigt swahili-handelscenter før kolonitiden, og hvor der nu ligger en lufthavn.
16°09′29″S 33°35′23″Ø / 16.15792°S 33.58981°Ø